# 3088 Jinxiuzhonghua
A 3088 Jinxiuzhonghua (ideiglenes jelöléssel 1981 UX9) a Naprendszer kisbolygóövében található aszteroida. A Bíbor-hegyi Obszervatórium fedezte fel 1981. október 24-én.